# Кемоклидзе, Герберт Васильевич
Ге́рберт Васи́льевич Кемокли́дзе (16 октября 1939, Туапсе — 8 мая 2016, Ярославль) — советский, затем российский писатель, переводчик и сценарист. Член Союза писателей СССР с 1978 года, Союза журналистов России c 1994 года; Заслуженный работник культуры Российской Федерации (1998).

## Биография

### Ранние годы
Родился 16 октября 1939 года в г. Туапсе. Город подвергался в войну бомбардировкам, и семья эвакуировалась в Сочи, где отец работал инженером на железной дороге. В 1945 году, после восстановления в Латвии советской власти, был переведен на работу в Ригу, куда переехала вся семья. После окончания средней школы Герберт Кемоклидзе два года работал на рижском заводе ВЭФ, а потом поступил на славянское отделение филологического факультета Ленинградского университета.

### Карьера
После окончания университета в 1963 году был направлен на работу в Ярославль — в научно-исследовательский институт мономеров для синтетического каучука (НИИМСК), где до 1981 года работал переводчиком со славянских языков. С 1981 по 1985 годы был заведующим редакцией художественной литературы Верхне-Волжского книжного
издательства. С 1985 по 1991 год — на творческой работе. 
С 1991 года по 1999 год — заместитель главного редактора Ярославской областной газеты «Золотое кольцо». С 2002 по 2013 год — председатель правления Ярославской региональной организации «Союз писателей России», секретарь Правления Союза писателей России. Был редактором литературно-художественного журнала «Мера». Это издание впервые объединило на своих страницах авторов, имеющих самые разные эстетические и политические взгляды. Здесь же впервые появился раздел литературной критики, не связанной с каким-либо писательским сообществом. Кроме того, именно журнал «Мера» первым стал знакомить читателя с книжной культурой Ярославского края, начиная с XIII века.
Герберт Кемоклидзе также был председателем редакционной коллегии книжной серии «Ярославский писатель».

### Творчество
Первый сатирический рассказ был опубликован в 1965-м году в журнале «Крокодил». После этого сатирическая и психологическая проза Г.Кемоклидзе регулярно печатается в журналах «Юность», «Аврора», «Москва», «Наш современник», «Север» и других, в «Литературной газете», «Литературной России», «Комсомольской правде» и других периодических изданиях. Автор нескольких сценариев для киножурнала «Фитиль».
Автор книг, вышедших суммарным тиражом более одного миллиона экземпляров. Книги выходили в издательствах «Советский писатель», «Правда», «Молодая гвардия», «Современник» и других. Произведения переводились на английский, немецкий, польский, болгарский, чешский, эстонский, латышский и другие языки.
Герберт Васильевич проявил себя и как яркий детский писатель. Его рассказы для детей печатались в журнале «Костёр», а затем вместе с повестью-сказкой «В стране Пустоделии» были изданы отдельной книгой «Рыцари и львы» (1984), а повесть-сказка «Приключение Компика и Интернетки» (2014) стала последней книгой, увидевшей свет при жизни писателя.
Вершиной творчества Кемоклидзе считают роман «Салин». «Г. В. Кемоклидзе лет 20–30 назад был известен скорее как писатель – юморист и сатирик. Об этом свидетельствует и одна из его литературных премий – болгарский „Золотой ёж“. Но эстрадные лавры, совратившие в то время столь многих, как-то миновали его. Писатель эволюционировал к серьезной прозе. Однако острая чувствительность к жизненному абсурду составила едва ли не лучшие (а уж самые сочные безусловно) страницы его последнего произведения. Касается ли писатель того, как „гуляют“ дембеля или празднуют нувориши, как бабки воюют с работягами и милицией за старый парк или как толпа митингует, как герой теряет невинность или как спорят священник Леонтьевской церкви и врач „из прежних“, как собачатся друг с другом Свердлов и Троцкий или отстаивает правду „пламенная большевичка“, как старухам возвращает молодость бессмертный Молх или как проповедует Диоген, — автор вновь и вновь сталкивает разные системы ценностей, недалекие претензии или наивность и недемонстративное понимание раскрываемой им сути вещей».
В последние годы жизни Герберт Васильевич работал над историческим романом «Взлёт», который был опубликован в памятном издании «Г. В. Кемоклидзе. Сочинения» (2019) уже после смерти писателя.

### Личная жизнь
Жена — Лидия Фёдоровна, филолог. Сыновья — Константин, морфолог, кандидат биологических наук, доцент кафедры гистологии, цитологии и эмбриологии Ярославского государственного медицинского университета, и Вадим, руководитель Калининградского отделения Российского морского регистра судоходства.

## Награды и премии
- Лауреат Международной премии «Золотой Молодой Ёж».
- Лауреат премии «Золотой телёнок» «Литературной Газеты» («Клуба 12 стульев») (1977).
- Лауреат Всероссийской премии им. Н. А. Некрасова.
- Лауреат премии еженедельника «Собеседник».
- Дважды лауреат областной литературной премии имени Сурикова.
- Дважды лауреат премии имени Трефолева.
- Лауреат Премии города Ярославля за заслуги в области культуры и искусства.
- Занесён в книгу Почёта Ярославской области.
- Награждён медалью ордена «За заслуги перед Отечеством» II степени.
- Заслуженный работник культуры Российской Федерации.